# Виктория Колищъркова
Виктория Колищъркова е българска учителка от Македония.

## Биография
Родена е в централномакедонския български град Прилеп, тогава в Османската империя, в голямото българско семейство Колищъркови. В 1908 година завършва със XVII випуск Солунската българска девическа гимназия „Свето Благовещение“. Колищъркова става учителка и преподава в родния си град. След като Прилеп остава в Сърбия след Междусъюзническата война, Колищъркова е поканена да остане като сръбска учителка, но отказва и сръбските власти я екстернират в България.
Назначена е за учителка в струмишкото село Моноспитово в 1913 година, тогава в България.